# Caleta Zorra
Caleta Zorra är en vik i Chile.   Den ligger i regionen Región de Los Lagos, i den södra delen av landet, 1 100 km söder om huvudstaden Santiago de Chile.
I omgivningarna runt Caleta Zorra växer i huvudsak blandskog. Runt Caleta Zorra är det glesbefolkat, med 9 invånare per kvadratkilometer.